# برايس منديز
برايس منديز بورتيلا (بالإسبانية: Brais Méndez)‏ (مواليد 7 يناير 1997) هو لاعب كرة قدم إسباني يلعب مع نادي سلتا فيغو في مركز خط الوسط المهاجم.

## روابط خارجية
- برايس منديز على موقع الاتحاد الأوربي (الإنجليزية)
- برايس منديز على موقع قاعدة بيانات كرة القدم.إي يو (الإنجليزية)
- برايس منديز على موقع ليكيب (الفرنسية)
- برايس منديز على موقع ناشيونال فوتبول تيمز (الإنجليزية)
- برايس منديز على موقع Soccerway.com (الإنجليزية)
- برايس منديز على موقع عالم كرة القدم.نت (الإنجليزية)